# Paedalgus sudanensis
Paedalgus sudanensis är en myrart som beskrevs av Weber 1943. Paedalgus sudanensis ingår i släktet Paedalgus och familjen myror. Inga underarter finns listade i Catalogue of Life.